# 阿爾貝托·斯加爾比
阿爾貝托·斯加爾比（義大利語：Alberto Sgarbi；1986年11月26日—）是一位意大利橄欖球運動員。他是意大利國家橄欖球隊的一員，代表意大利參加了2014年橄欖球六國杯的賽事。